# Dives rarus, qui non avarus
 Dives rarus, qui non avarus  лат. (изговор: дивес рарус, кви нон аварус). Риједак је богаташ који није тврдица.

## Тумачење
Тврдичлук је универзални принцип којим се и стиче и чува богатство. Очито да без уважавања овог принципа, богатства и нема. („Тврдица је лош човјек“.)

## У српском језику
У српској култури најпознатији тврдица је Кир Јања, чији је књижевни отац Јован Стерија Поповић.